# Locha dissimulans
Locha dissimulans är en fjärilsart som beskrevs av Louis Beethoven Prout. Locha dissimulans ingår i släktet Locha och familjen mätare. Inga underarter finns listade i Catalogue of Life.